# 가이스트
가이스트 (독일어 발음: [ˈɡaɪst])는 독일어 단어이다. 상황에 따라서는 이 세 가지 영어 명사의 의미 영역을 포함해, 영어 단어의 마음, 정신, 또는 유령으로 번역 될 수 있다. 일부 영어 번역자들은 용어의 의미를 전달하기 위해 "정신/마음"또는 "정신 (마음)"을 사용하여 기댄다.

## 같이 보기
- 폴크스가이스트
- 루카치 죄르지의 계급 의식의 구상
- 프시케